# ریکاردو موریرا
ریکاردو موریرا (انگلیسی: Ricardo Moreira؛ زادهٔ ۲۳ فوریهٔ ۱۹۸۳) بازیکن فوتبال اهل آرژانتین است.
از باشگاه‌هایی که در آن بازی کرده‌است می‌توان به باشگاه فوتبال روساریو سنترال، باشگاه اتلتیکو ایندپندینته، و باشگاه فوتبال جیمناسیا لاپلاتا اشاره کرد.